# Willie Alexander
Willie "Loco" Alexander (n. 13 ianuarie 1943, Philadelphia, Pennsylvania) este un cântăreț și claviaturist american din Gloucester, Massachusetts. 